# Kamienica Pod Orłem w Krakowie
Kamienica Pod Orłem (Kamienica Kromerowska) – zabytkowa kamienica znajdująca się w Krakowie, w dzielnicy I przy Rynku Głównym 45, na Starym Mieście.

## Historia
Została wzniesiona prawdopodobnie w XIV wieku. W 1544 roku należała do Bartłomieja Kromera - brata kronikarza Marcina Kromera. Na parterze i I piętrze częściowo zachowały się renesansowe stropy kasetonowe. W XVI i XVIII została przebudowana. Ponownie zmieniona została pod koniec XIX wieku przez Władysława Ekielskiego. Wówczas otrzymała obecną fasadę; rzeźbę feniksa pod okapem zaprojektował Stanisław Wyspiański, a odkuł Julian Szopiński.
W 1775 w kamienicy tej mieszkał Tadeusz Kościuszko. W 1892 za sprawą Towarzystwa im. Tadeusza Kościuszki odsłonięto tu tablicę ku czci Naczelnika, z medalionem wyobrażającym jego podobiznę, dłuta Władysława Eljasza-Radzikowskiego. Podczas II wojny św. zniszczyli ją Niemcy. Nową płytę z medalionem Tadeusza Stulgińskiego umieszczono w 1946, w 200-setną rocznicę urodzin Kościuszki.
W budynku tym mieściła się historyczna apteka.
9 grudnia 1965 kamienica została wpisana do rejestru zabytków. Znajduje się także w gminnej ewidencji zabytków.

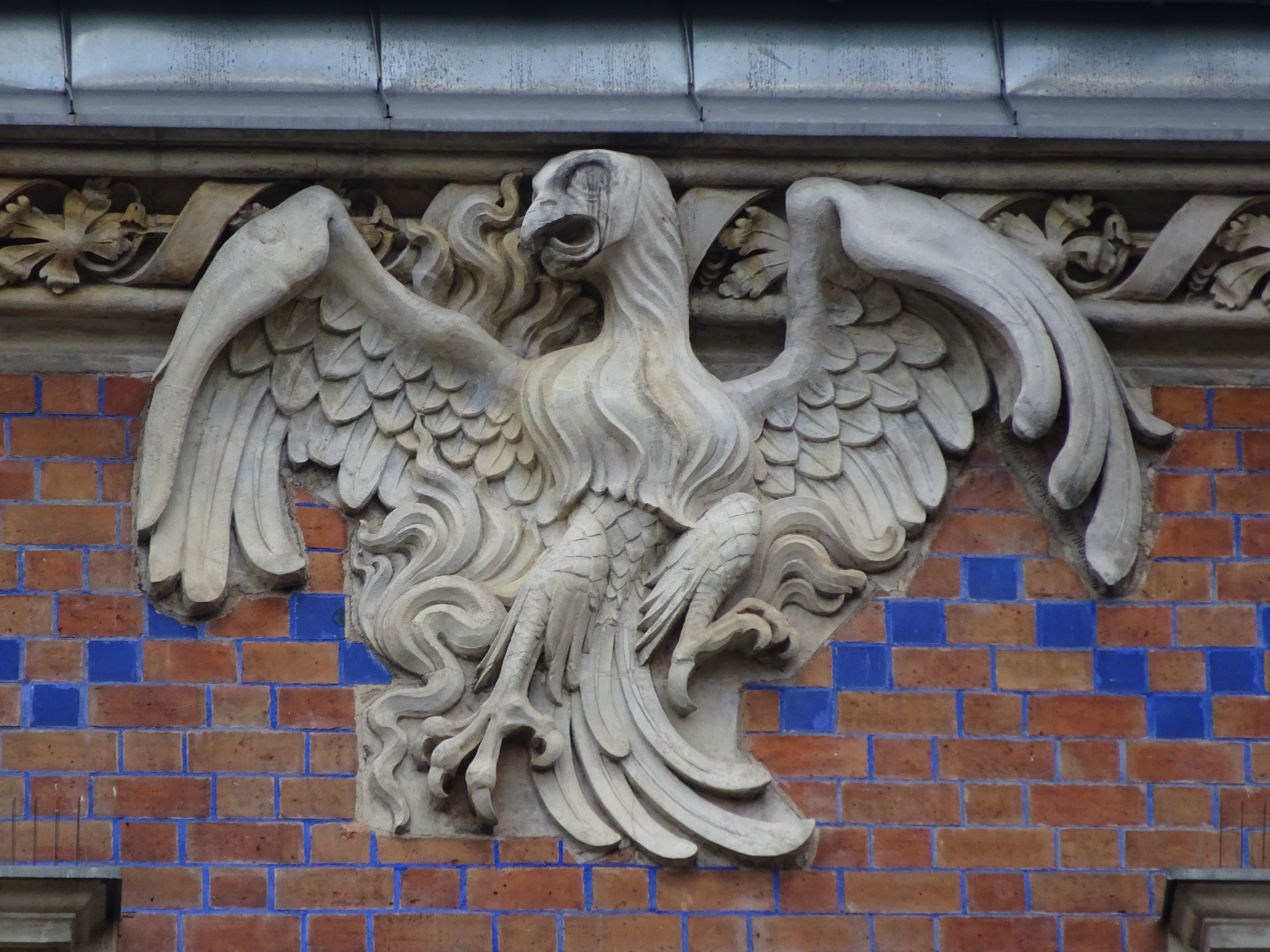
Rzeźba feniksa u szczytu kamienicy - projekt Stanisława Wyspiańskiego